# Le Petit Mistouk
Le Petit Mistouk är ett vattendrag i Kanada.   Det ligger i provinsen Québec, i den östra delen av landet, 500 km nordost om huvudstaden Ottawa.
I omgivningarna runt Le Petit Mistouk växer i huvudsak blandskog. Runt Le Petit Mistouk är det glesbefolkat, med 11 invånare per kvadratkilometer.